# Luis Carlos Galán
Luis Carlos Galán Sarmiento (Bucaramanga, 29 settembre 1943 – Bogotà, 18 agosto 1989) è stato un giornalista, politico ed economista colombiano. Fu due volte candidato alla carica di Presidente della Colombia. La prima volta nel 1982, come rappresentante del movimento politico Nuevo Liberalismo da lui stesso fondato nel 1979, ma fu sconfitto da Belisario Betancur. Il movimento era una corrente del Partito Liberale Colombiano e con la mediazione dell'ex-presidente liberale Julio César Turbay Ayala, Galán rientrò nelle file del Partito Liberale e ritornò in corsa alle presidenziali del 1990. 
Fervente avversario dei famigerati cartelli della droga colombiani, era considerato il favorito alle Presidenziali del 1990: venne assassinato il 18 agosto 1989 durante un comizio pubblico nella città di Soacha, nel dipartimento di Cundinamarca, dinnanzi a 10.000 persone per ordine dei signori della droga Pablo Escobar e José Gonzalo Rodríguez Gacha.

## Biografia
Galán nacque il 29 settembre 1943 a Bucaramanga, Santander, nel nord-est della Colombia. Ebbe un'infanzia felice, con forti legami familiari, affettuosi e talvolta austeri, dato che aveva 12 fratelli. La famiglia si trasferì a Bogotà nel 1949. A Bogotà Galán fu iscritto al Colegio Americano nel 1950. Durante i suoi studi lì e a soli 8 anni, partecipò a una marcia contro il presidente del Partito Conservatore Laureano Gómez e ebbe l'idea di arruolarsi con i guerriglieri liberali. Due anni dopo fu trasferito al Colegio Antonio Nariño.
Da giovane adolescente, a 14 anni, ebbe modo di partecipare ai movimenti studenteschi del 1957 contro il regime dittatoriale del presidente Gustavo Rojas Pinilla, venendo arrestato durante le proteste e passando anche una notte in prigione nonostante la sua giovane età. Nel 1960 si diplomò e si iscrisse alla facoltà di Legge e Economia della Pontifical Xavierian University di Bogotà. Le sue idee liberali emersero durante gli anni accademici, in cui fondò anche una rivista (Vértice) di stampo liberale in un ambiente per lo più conservatore; la rivista lo avvicinò anche al mondo del giornalismo.
Ebbe anche modo di avvicinare personalità di spicco del Partito Liberale Colombiano, tra cui il futuro Presidente della Colombia Carlos Lleras Restrepo (che apprezzando il lavoro di Galán decise di scrivere per la sua rivista) e Eduardo Santos, editore del giornale El Tiempo, il più venduto in Colombia, nonché ex-presidente liberale, che ne elogiò le capacità giornalistiche. Nel 1965 si laureò e iniziò proprio sul Tiempo una folgorante carriera di giornalista ed editorialista.

### L'attività di giornalista
L'attività nel Tiempo lo portò a diventare un giornalista ed editorialista affermato. Ciò gli fece guadagnare la posizione di assistente del direttore e più avanti la qualifica di membro del Direttorio Esecutivo nel giornale con il sostegno di Eduardo Santos prima e del direttore Roberto García Peña poi. Scriveva anche per il settimanale Nueva Forntera, fondato dall'ex-presidente Carlos Lleras, di cui fu direttore nel 1976 dopo essere tornato dall'Italia. Come giornalista Galán scrisse non meno di 150 editoriali, seguiti da altri 150 durante la sua attività nel Tiempo.
Nel 1976 Galán scrisse un articolo in uno degli editoriali di Nueva Frontera in cui denunciava l'esistenza del narcotraffico e che i gruppi mafiosi stavano influenzando la struttura sociale della Colombia. Denunciò anche il clientelismo, la corruzione dei valori morali e la perdita di valori collettivi, preannunciando il futuro della Colombia. Un aneddoto racconta che, durante un'intervista all'appena eletto presidente Misael Pastrana Borrero, Galán rimase sorpreso dalle parole del presidente che annunciava, nel bel mezzo dell'intervista, che lo avrebbe nominato Ministro dell'Istruzione.

### Carriera politica
Nel 1970 Galán fu nominato Ministro dell'Educazione Nazionale durante la presidenza di Misael Pastrana. Il suo mandato come ministro fu caratterizzato dalle politiche sociali progressiste, ma non furono considerate di grande successo. Nel 1972 Galán fu scelto come Ambasciatore di Colombia in Italia e successivamente, nel 1974, mentre era ancora ambasciatore, fu nominato rappresentante della Colombia alla FAO. Sotto l'influenza dell'ex-presidente Lleras e dopo aver diretto la rivista Nueva Frontera per sette anni, nel 1976 Galán corse per la carica di consigliere comunale nel comune di Oiba, nella zona nord-orientale del dipartimento di Santander. Negli anni 1977 e 1978 Galán si prodigò molto per la rielezione di Carlos Lleras a presidente della Colombia mentre lui si impegnava per la propria elezione a membro del Senato. Lleras non fu rieletto, ma Galán fu eletto Senatore di Colombia rappresentando il dipartimento di Santander.

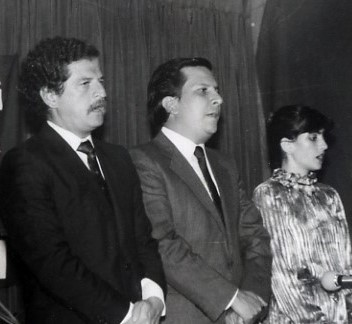
Membri del Nuevo Liberalismo, c. 1979. Da sinistra: Luis Carlos Galán, Rodrigo Lara Bonilla e Gabriela White de Vélez. Galán e Lara furono assassinati dai signori della droga.

Il 30 novembre 1979 Galán fondò un nuovo partito dal nome Nuevo Liberalismo, vicino al Partito Liberale Colombiano. Durante gli anni '80 la Colombia fu messa sotto assedio dai violenti cartelli della droga, in particolar modo dal cartello di Medellín che aveva guadagnato una grandissima influenza ricattando o assassinando molti ufficiali. Galán vide in questo un grave pericolo per la Colombia e la sua società.
Nel 1980 Galán venne eletto consigliere comunale della capitale, Bogotà, per poi essere nominato l'anno seguente come possibile candidato per la presidenza di Colombia tra le divisioni del Partito Liberale, volendo sfidare la maggioranza del partito guidata da Alfonso López Michelsen e poi dal presidente Julio César Turbay Ayala, ma i votanti premiarono il candidato conservatore Belisario Betancur Cuartas. Galán ottenne comunque un buon risultato nonostante la sconfitta; il suo partito guadagnò il 10% dei voti totali vincendo in 21 delle 23 Assemblee di dipartimento e Galàn venne rieletto come senatore, ma fu criticato dal Partito Liberale per aver creato divisioni all'interno del partito e aver perso infine le elezioni. Nel 1982 il boss del cartello di Medellín Pablo Escobar cercò di infiltrarsi tra le file del partito di Galán. Galán lo rifiutò pubblicamente di fronte a migliaia di suoi sostenitori provenienti da Antioquia e da tutta la Colombia.
La carriera di Galán era ancora in ascesa. Nel 1986 si astenne dal partecipare alla corsa presidenziale per prevenire ulteriori divisioni all'interno del Partito Liberale e ciò gli permise di essere eletto per la terza volta Senatore. Questa sua mossa fece in modo che il Partito Liberale riguadagnasse la carica di Presidente con l'elezione di Virgilio Barco Vargas, ma a un costo terribile per il suo partito, che perse il 50% dei voti ottenuti nelle elezioni precedenti. Fu solo grazie alla mediazione dell'ex-presidente Julio César Turbay che Galán rientrò nel partito nel 1987, deciso più che mai a vincere le primarie per candidarsi per la seconda volta alla carica di presidente. Galán non riusciva più a sopportare la violenza e la corruzione che i cartelli della droga guidati da Pablo Escobar e Gonzalo Rodríguez Gacha, soprannominato "El Mexicano", stavano imponendo alla Colombia e cercò quindi di dare il suo supporto al debole governo togliendo la bilancia del potere dalle mani dei suoi pericolosi nemici.
Il Nuevo Liberalismo appoggiò il governo, ricevendo la scrivania del Ministero dell'Agricoltura nella persona di Gabriel Rossas Vega, e il Partito Liberale guadagnò un solido legame, che si consolidò successivamente quando Galán vinse le primarie del Partito Liberale. La popolarità di Galán intanto cresceva grazie al suo aperto criticismo e alla sua denuncia verso la violenza dei cartelli, promettendo di estradare i narcotrafficanti negli Stati Uniti. Il 4 luglio 1989 annunciò che avrebbe corso per la carica all'Hotel Tequendama di Bogotà: la sua popolarità volò al 60%. Nel mentre, Escobar si mise in testa di candidarsi come deputato e trovò un aiuto in Alberto Santofimio, capo politico del dipartimento di Tolima, affiliato sia con una fazione del Partito Liberale guidata da Alfonso López Michelsen sia con il movimento chiamato Movimiento de Renovación Liberal, che lo nominò sostituto di Jairo Rojas.

### L'assassinio
Galán ricevette le prime minacce di morte tramite alcune chiamate al suo telefono di casa dopo il congresso del Partito Liberale che nominò il candidato alle presidenziali. Furono lasciati dei volantini nella cassetta postale che minacciavano l'uccisione o il rapimento dei suoi figli. Il 4 agosto 1989 fu sventato un primo tentativo di uccidere Galán con un RPG (lanciarazzi) mentre visitava Medellín. L'attentato non ebbe successo grazie agli uomini di Waldemar Franklin Quintero, il comandante della Polizia nazionale della Colombia di Antioquia. Ad accompagnare Quintero e Galán vi era il sindaco di Medellín, Pedro Pablo Paláez; sia Paláez sia Quintero sarebbero stati assassinati poche settimane dopo. Dopo l'attentato fallito, Galán e la sua famiglia limitarono i viaggi, soprattutto notturni.
Successivamente, lo staff di Galán venne informato dai servizi segreti colombiani della presenza in Bogotà di un gruppo di cecchini pagati per ucciderlo. Il suo staff gli suggerì di non proseguire il tour elettorale nella città di Soacha, ma di recarsi a Valledupar, ritenendo il percorso più adatto dal momento che Galán venne anche invitato a presenziare una partita di calcio per la qualificazione ai campionato mondiale di calcio del 1990 nella vicina Barranquilla, nella quale stava per giocare la Nazionale di calcio della Colombia. All'ultimo momento, però, Galàn cambiò idea e ordinò al suo staff di prepararsi per andare a Soacha. Galán fu ucciso mentre saliva sul palco per un comizio di fronte a 10.000 persone a Soacha il 18 agosto 1989. Nella sparatoria, altri 2 persone furono uccise e altri 10 furono ferite.
I cartelli della droga colombiani erano preoccupati riguardo alla possibile approvazione nel Congresso del trattato di estradizione con gli Stati Uniti e gli avversari politici erano spaventati dalla crescita di potere di Galán che avrebbe isolato molti di loro dagli elettori. Stando alla testimonianza di John Jairo Velásquez, detto "Popeye", e di Luis Carlos Aguilar, detto "El Mugre", ex sicari di Pablo Escobar, l'assassinio era stato pianificato in una fattoria da Escobar, José Gonzalo Rodríguez Gacha, dal leader politico liberale Alberto Santofimio e altri. Velàsquez affermò che Santofimio ebbe una certa influenza sulla decisione di Escobar e che aveva sentito Santofimio dire "uccidilo Pablo, uccidilo!". Santofimio disse a Escobar che se Galán fosse diventato presidente, lo avrebbe fatto estradare negli Stati Uniti. Altri potenziali mandanti furono menzionati da "Ernesto Baez", un ex membro del gruppo paramilitare Autodefensas Unidas de Colombia, che testimoniò affermando che l'assassinio di Galán venne organizzato dalla mafia colombiana con la partecipazione di membri corrotti dell'esercito e del DAS.

### Dopo la morte
La notizia della sua morte causò immediatamente un grande impatto sulla popolazione e il governo. Il giorno dopo in migliaia scesero nelle strade per protestare in silenzio contro lo strapotere dei narcos, fu dichiarato lo stato d’assedio e fu emanato il decreto 1830 del 19 agosto 1989, che autorizzava l’estradizione negli Stati Uniti dal punto di vista amministrativo, senza chiedere il permesso da parte della Corte Suprema di Giustizia. César Gaviria, che era stato il coordinatore della campagna elettorale ("Jefe de Debate") di Galán, fu proclamato suo successore dalla famiglia di Galán e dai suoi sostenitori all'interno del Partito Liberale. Fu eletto presidente nel 1990.
Nel 2004 il ritrovamento di una lettera scritta da uno dei sicari che si erano infiltrati nella scorta di Galán rese noto che l'omicidio era stato eseguito con l'aiuto di membri corrotti della polizia colombiana e di alcuni suoi bodyguard che erano stati comprati dai cartelli della droga, tra cui Pablo Escobar. La maggior parte dei presunti sicari arrestati furono uccisi in prigione o poco dopo il rilascio, presumibilmente per farli tacere.
Il 13 maggio 2005 Alberto Santofimio (che aveva anche occupato la scrivania di Ministro della Giustizia nel 1974), conosciuto per i suoi aperti legami con Pablo Escobar durante gli anni 80, fu arrestato e accusato di essere stato il mandante intellettuale dell'uccisione di Galán. Stando alla nuova confessione di John Jairo Velasquez (alias "Popeye"), il migliore sicario di Escobar al tempo, Santofimio avrebbe apertamente suggerito di uccidere Galàn durante un incontro segreto, così da eliminare un rivale politico e prevenire l'estradizione di Escobar. In precedenza Santofimio era stato interrogato e menzionato nelle indagini e vi erano parecchie voci che contemplavano il suo coinvolgimento, ma apparentemente non si trovò nessuno che potesse direttamente testimoniare il suo ruolo fino a poco tempo fa. Velásquez, uscito di prigione il 26 agosto 2016, dopo 23 anni e 3 mesi di carcere, raccontò alla stampa colombiana che aveva inizialmente negato la partecipazione di Santofimio a causa del suo potere politico di quegli anni. Altre nuove e imprecisate prove avrebbero inoltre contribuito a costruire il caso contro Santofimio.
L'11 ottobre 2007 Alberto Santofimio è stato condannato a 24 anni di prigione. È stato poi rilasciato in appello, ma nell'agosto del 2011 la Corte Suprema reintegrò la condanna e Santofimio si consegnò.
Il 25 novembre 2010 i procuratori colombiani emisero un mandato di arresto per l'ex direttore dei servizi segreti colombiani (DAS), Miguel Maza Márquez, per il coinvolgimento nell'omicidio di Galán. I procuratori affermarono che Maza avrebbe alleggerito intenzionalmente la squadra di guardie del corpo di Galàn così da permettere l'assassinio del 18 agosto 1989.

## Citazioni
Galán fu in gran parte influenzato dalle idee di Pierre Teilhard de Chardin e dai libri di Nikos Kazantzakis.
A proposito di quest'ultimo, le parole del padre di Luis Carlos, Mario Galán, testimoniano come egli fosse affascinato dalla sensibilità sociale di Kazantzakis, dalla sua lotta interiore tra l'angelo e la bestia, tra la natura interiore e superiore, tra il mondo sensibile e spirituale e che avesse assunto a obiettivo della sua vita questa ricerca, non solamente dentro la sua interiorità, ma anche nel collettivo. 
(Padre di Roberto Galàn)
Hanno cercato di imprigionare la Colombia in una democrazia restrittiva, incompleta, artificiale, timida, che non si cura realmente degli interessi delle classi popolari. Contro tutto questo, noi ci batteremo!»
(Luis Carlos Galán)
(Luis Carlos Galán – Revista Vértice, May 1964.)
(Slogan della campagna di Galán)